# Alicia Rhodes
Pour les articles homonymes, voir Rhodes (homonymie).
Alicia Rhodes, née le 8 septembre 1978 à Manchester, est une actrice de films pornographiques britannique.

## Biographie
Elle a acquis sa notoriété grâce à sa passion pour la sodomie, le sexe interracial, et ses gros seins naturels. Au début de sa carrière, elle est apparue dans des scènes de bukkake. Elle est également connue pour utiliser un langage très cru lorsqu'elle tourne des scènes pornographiques, raillant souvent ses partenaires et leur demandant de la maltraiter. Alicia Rhodes, à en croire ses partenaires, serait une fille ayant une condition physique hors norme.
Alicia a prétendu qu'enfant, elle idolâtrait les femmes de la "Page Three" du tabloïd The Sun comme Samantha Fox et qu'elle priait pour avoir des gros seins. Elle a posé pour le magazine Hustler.
Avant de rentrer dans l'industrie pornographique, Alicia était coiffeuse et enseignait également la coiffure dans une école.
Alicia est apparue dans 340 films.

## Distinctions
Récompenses
- 2004 : BGAFD  The British Girls Adult Film Database Award for Best Female
- 2006 : UK Adult Film and Television Awards – Best Female Performer In An Anal Scene

Nominations
- 2003 XRCO Award – Superslut
- 2003 XRCO Award – Sex Scene, Couple – Interracial Lust 1
- 2003 XRCO Award – Group Scene – Seven The Hard Way 2
- 2004 AVN Award – Female Foreign Performer of the Year
- 2004 AVN Award – Best Group Sex Scene, Video – "7 The Hard Way 2"
- 2005 AVN Award – Best Anal Sex Scene – "Tails Of Perversity 11"
- 2005 Ninfa Prize – Most Original Sex Scene – "Serial Fucker 6"
- 2005 Ninfa Prize – Best Actress – "Cabaret Bizarre"
- 2006 AVN Award – Female Foreign Performer of the Year
- 2006 AVN Award – Best Oral Sex Scene, Video – Big Gulps
- 2006 AVN Award – Best Sex Scene in a Foreign-Shot Production – Cabaret Bizarre
- 2006 AVN Award – Best Sex Scene in a Foreign-Shot Production – Cum Swappers 2